# Meseta central rusa
La meseta central rusa (en ruso: Среднерусская возвышенность, Srednerússkaya vozvýshennost) es una zona de colinas de poca elevación, de origen glaciar, situado en la parte suroeste de la llanura europea oriental, con un interés marginal en el noreste de Ucrania.
Toda la zona tiene alrededor de medio millón de kilómetros cuadrados, y administrativamente pertenece a los óblast de Bélgorod, Briansk, Kaluga,  Kursk,  Lípetsk,  Oriol, Tula y Vorónezh Se extiende unos 1000 km, aproximadamente entre los paralelos 55 ° y 50 ° N, y el ancho máximo es de unos 500 km. Se eleva ligeramente al sur de las Alturas del Don pero hay otras zonas montañosas al norte como la meseta de Valdái.